# Кайка
Кайка (ест. Kaika) — село в Естонії, входить до складу волості Антсла, повіту Вирумаа.